# Numéro deux
Numéro deux és una pel·lícula documental de Jean-Luc Godard feta en col·laboració amb Anne-Marie Miéville, partint del tema de la fusió entre casa i fàbrica en què es fonamenta la imatge original d'aquesta pel·lícula. A Número deux es mostra la vida domèstica de tres generacions d'una família proletària en un pis de protecció oficial, Godard es proposava "pensar la casa en termes de fàbrica" i arribava a identificar la figura de la mare amb el paisatge i la del pare amb la fàbrica, en una audaç reiteració de la dialèctica pictòrica entre el fons i la forma.